# LPDDR

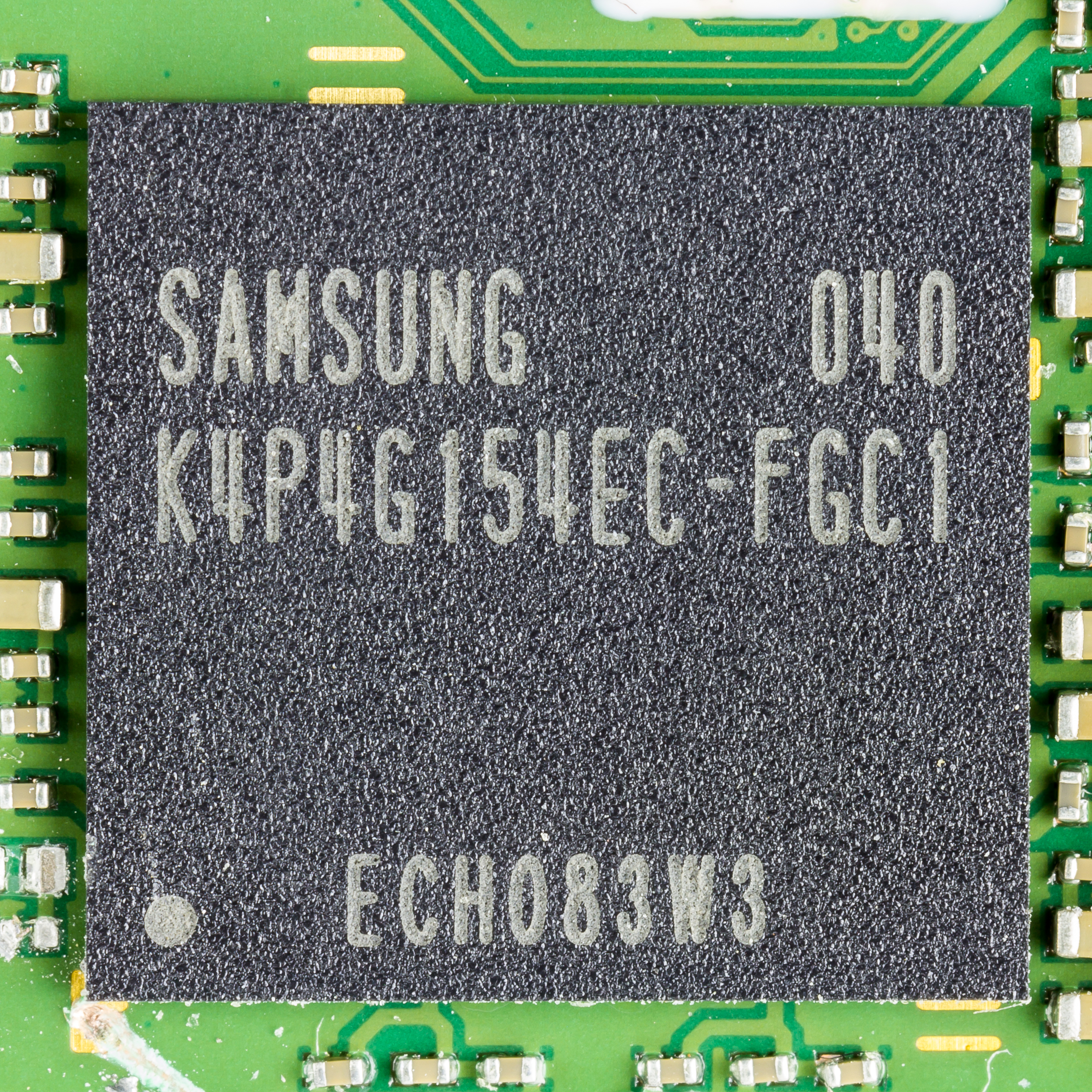
Микросхема LPDDR2 Samsung K4P4G154EC-FGC1 на 4 Гбит

LPDDR — тип оперативной памяти для смартфонов и планшетов. Известен также под названиями mDDR, Low Power DDR.
Поддерживаются устройства со стандартом JEDEC 209.

## LPDDR
Оригинальная LPDDR (LPDDR1) — модификация памяти DDR SDRAM c некоторыми изменениями для снижения энергопотребления.
Важнейшее изменение — снижение напряжения питания с 2,5 до 1,8 В. Дополнительная экономия осуществляется за счет увеличения времени обновления при низкой температуре (DRAM реже обновляется при низких температурах), частичный блок самообновления и режим «Глубокий сон» (deep power down), который стирает из памяти абсолютно все. Плюс ко всему, чипы очень маленького размера и, соответственно, занимают меньше места на плате, чем их компьютерные аналоги. Samsung и Micron являются ведущими производителями и поставщиками этого типа памяти и используется на таких планшетах, как Apple iPad, Samsung Galaxy Tab и в телефоне Motorola Droid X.

## LPDDR2
Новый стандарт JEDEC JESD209-2E переработан для низкопотребляющих интерфейсов DDR. Он не совместим с DDR и DDR2 SDRAM, но может размещаться в следующих интерфейсах:
- LPDDR2-S2: 2n память с предвыборкой (DDR1);
- LPDDR2-S4: 4n память с предвыборкой (DDR2);
- LPDDR2-N: Энергонезависимая (NAND flash) память.

Памяти с низким энергопотреблением похожи на стандартную LPDDR, но с некоторыми изменениями в блоке перезарядки.
Тайминги задаются для LPDDR-200 LPDDR-1066 (тактовая частота от 100 до 533 МГц).
Работая с 1,2 В, LPDDR2 мультиплексирует контроль по адресной линии 10-битной двухтактовой шины передачи данных CA. Команды аналогичны компьютерным модулям SDRAM, за исключением перераспределения предварительной зарядки, и коды операции предотвращения возгораний.

## LPDDR3
В мае 2012 JEDEC опубликовал стандарт JESD209-3 (LPDDR3). По сравнению с LPDDR2, в LPDDR3 предлагается более высокая скорость обмена данными, увеличенная энергоэффективность и большая плотность памяти. Память LPDDR3 может работать на скоростях до 1600 MT/s (миллионов передач в секунду) и использует такие новые технологии, такие, как: write-leveling, command/address training, опциональное внутрисхемное терминирование (optional on-die termination, ODT), а также имеет низкую ёмкость контактов ввода-вывода. LPDDR3 допускает как микросборки package-on-package (PoP), так и использование отдельных микросхем памяти.
Кодирование команд идентично LPDDR2, они передаются по 10-битной шине CA с удвоением частоты следования данных (double data rate). Однако стандарт включает в себя описание только DRAM типа 8n-prefetch, и не описывает команды управления для флеш-памяти.
Samsung предполагал, что LPDDR3 дебютирует в 2013 году с частотами 800 МГц (1600 MT/s), предоставляя пропускную способность, сравнимую (без учёта многоканальности) с ноутбучной памятью PC3-12800 SO-DIMM 2011 года (12,8 ГБ/с). Массовый выпуск 3-гигабайтной LPDDR3 компанией Samsung Electronics был объявлен 24 июля 2013 года.
LPDDR3 обеспечивает скорость передачи данных 1600 MT/s (по сравнению с 1066 MT/s для LPDDR2).
Такой тип памяти используется, к примеру, в телефоне Samsung Galaxy S4.

## LPDDR4
Модули памяти LPDDR4 отличаются увеличенной скоростью передачи данных по сравнению с предыдущим поколением LPDDR3. Напряжение снижено с 1,2 В до 1,1 В.
Разрабатывается с марта 2012 года в JEDEC. В конце 2013 года Samsung сообщила о выпуске 20 нм класса (техпроцесс от 20 до 29 нм) чипа на 8 гигабит (1 Гб) в стандарте LPDDR4 с ПСП 3200 MT/s, что на 50 % выше LPDDR3, а также на 40 % менее энергопотребляющей при напряжении 1,1 вольта.
25 августа 2014 года JEDEC выпустила стандарт JESD209-4 (LPDDR4).
LPDDR4 запускается со скоростью ввода-вывода 3200 MT/s и целевой скоростью 4266 MT/s по сравнению с 2133 MT/s для LPDDR3.
Такой тип памяти используется, к примеру, в телефоне Samsung Galaxy S6 и плеере iPod touch (7 поколения).

### LPDDR4X
В LPDDR4X напряжение питания ввода-вывода (VDDQ) снижено с 1,1 В до 0,6 В. Это снижение напряжения на 40 % приводит к гораздо меньшему потреблению энергии при отправке и получении данных с устройства памяти, что особенно полезно для смартфонов и других устройств. JEDEC опубликовал стандарт LPDDR4X 8 марта 2017 года.

## LPDDR5
19 февраля 2019 года JEDEC опубликовал стандарт JESD209-5 (LPDDR5). Для LPDDR5 заявлена скорость передачи данных 6400 MT/s по сравнению с 3200 MT/s для LPDDR4 (на момент публикации в 2014 году).
18 июля 2019 года компания Samsung Electronics объявила о начале массового производства первой в отрасли мобильной DRAM LPDDR5 объемом 12 гигабит (Гб) со скоростью передачи данных 5500 MT/s, а также о намерении начать массовое производство 12-гигабайтных (ГБ) пакетов LPDDR5 в конце месяца, каждый из которых будет объединять восемь чипов по 12 Гб.

### LPDDR5X
28 июля 2021 года JEDEC опубликовал стандарт JESD209-5B, который включает как обновление стандарта LPDDR5, направленное на повышение производительности, мощности и гибкости, так и новый стандарт LPDDR5X, который является дополнительным расширением LPDDR5.
9 ноября 2021 года компания Samsung Electronics объявила о разработке первой в отрасли 16-гигабитной (Гб) 14-нанометровой (нм) памяти LPDDR5X со скоростью передачи данных 8533 MT/s и емкостью до 64-гигабайт (ГБ).
3 марта 2022 года компания Samsung Electronics объявила о том, что её новейшая оперативная память LPDDR5X прошла проверку Qualcomm Technologies и может использоваться с платформами Snapdragon.
24 октября 2023 компания Micron Technology объявила о поставке памяти LPDDR5X на техпроцессе 1β (1-бета) микросхемами объёмом до 16 Гбайт со скоростью передачи данных 9600 MT/s. Заявлена оптимизация под устройства с мобильной платформой Qualcomm Snapdragon 8 Gen 3.
18 апреля 2024 года компания Samsung Electronics объявила о разработке 12-нанометровой (нм) памяти LPDDR5X со скоростью передачи данных 10,7 ГТ/с и емкостью до 32-гигабайт (ГБ).
17 июля 2024 года компания Samsung Electronics объявила об успешном завершении тестирования памяти LPDDR5X 10,7 ГТ/с с флагманским чипом (SoC) MediaTek Dimensity 9400.
6 августа 2024 года компания Samsung Electronics объявила о начале массового производства 12-гигабайтных (ГБ) и 16-гигабайтных DRAM LPDDR5X с высотой корпуса 0,65 мм произведенной по 12 нанометровой (нм) 4-слойной структуре. Планируется разработка 6-слойных модулей емкостью 24 ГБ и 8-слойных модулей емкостью 32 ГБ в тонких корпусах LPDDR DRAM.

### LPDDR5T
25 января 2023 года компания SK Hynix объявила о разработке мобильной DRAM-памяти LPDDR5T со скоростью передачи данных 9600 MT/s.
MediaTek протестировала оперативную память LPDDR5T от SK Hynix.
LPDDR5T от SK hynix, прошла проверку совместимости с Qualcomm.